# ليونارد ناثان
ليونارد ناثان (بالإنجليزية: Leonard Nathan)‏ هو ناقد أدبي ومترجم وشاعر أمريكي، ولد في 8 نوفمبر 1924 في إل مونتي في الولايات المتحدة، وتوفي في 3 يونيو 2007 في مقاطعة مارين في الولايات المتحدة بسبب مرض آلزهايمر.